# LOL (película de 2012)
LOL (Casi 18 en Hispanoamérica) es una película de 2012 protagonizada por Miley Cyrus, Demi Moore, Ashley Greene y Douglas Booth. Dirigida por Lisa Azuelos, es una versión de la película francesa estrenada en 2008 LOL, que dirigió la misma Azuelos.
Fue filmada a finales de 2010 en Detroit, Chicago y París. La película se estrenó el 4 de mayo de 2012.
La trama cuenta la historia de la relación entre una madre y su hija. La madre (Moore) descubre la falta de comunicación con su hija (Cyrus) y lo que le ocurre al leer el diario que ésta lleva en las redes sociales. Después de que la hija sea abandonada por su novio, se vuelve hacia su mejor amigo mientras su madre de 40 años lucha por superar su divorcio.
La película se estrenó en España el 12 de abril de 2013 y en Colombia el 26 de abril de 2013, pero solo en la capital: Bogotá.

## Argumento
En un mundo cada vez más conectado por YouTube, iTunes, Twitter y Facebook, Lola (Miley Cyrus) y sus amigos se enfrentan a las presiones de la amistad y los romances del instituto mientras lidian con sus padres, muchas veces sobreprotectores y tecnológicamente desorientados. Cuando la madre de Lola, Anne (Demi Moore), “accidentalmente” lee el picante diario de su hija adolescente, se da cuenta de que los problemas de comunicación que hay entre ellas son mayores de lo que imaginaba.

## Reparto
- Miley Cyrus como Lola (o Lol, como la llaman sus amigos).[6]
- Demi Moore como Anne, la madre de Lola.[7]
- Jean-Luc Bilodeau como Jeremy.
- Ashley Greene[6] como Ashley.
- Douglas Booth[6] como Kyle.
- George Finn[5] como Chad.
- Thomas Jane[5] como Allen, el padre de Lola.
- Marlo Thomas[5] como Gran, la abuela de Lola.
- Adam Sevani como Wen.[5]
- Ashley Hinshaw como Emily.[6]
- Lina Esco como Janice.[6]
- Jay Hernández[5] como James.
- Austin Nichols[5] como Mr. Ross
- Gina Gershon[5] como Kathy.
- Nora Dunn[5] como la madre de Emily.
- Fisher Stevens[5] como Roman.

## Estreno

### Cines
| Fechas de estreno |                                        |              |                                                |
| País              | Fecha de estreno                       | País         | Fecha de estreno                               |
| Singapur          | 11 de marzo de 2012                    | Dinamarca    | 28 de junio de 2012                            |
| Estados Unidos    | 4 de mayo de 2012                      | Rusia        | 28 de junio de 2012                            |
| Alemania          | 31 de mayo de 2012                     | Croacia      | 28 de junio de 2012                            |
| Italia            | 17 de agosto de 2012                   | Francia      | 12 de septiembre de 2012                       |
| Austria           | 31 de mayo de 2012                     |              |                                                |
| Reino Unido       | 1 de junio de 2012                     | Países Bajos | 7 de julio de 2012                             |
| Suecia            | 1 de junio de 2012                     | Líbano       | 19 de julio de 2012                            |
| Noruega           | 1 de junio de 2012                     | México       | 13 de septiembre de 2012                       |
| Colombia          | 26 de abril de 2013/17 de mayo de 2013 | España       | 12 de abril de 2013 (No estrenada en Canarias) |
| Ecuador           | 19 de abril de 2013                    |              |                                                |

### Televisión
En Hispanoamérica, la película fue estrenada oficialmente en televisión a través del canal TNT el 23 de enero de 2014 como parte de la programación especial TNT Thursday Movie Night.
En España la película fue emitida por el canal Telecinco, como parte de la programación especial para el día de la madre, con una audiencia superior al millón de espectadores.

## Recepción

### Comercial
En lo que refiere a su desempeño en la taquilla, el proyecto fue un fracaso, en principio (debido a que logró una gran recaudación en el resto del mundo). La película tuvo un presupuesto de elaboración de US$ 11 millones y logró una recaudación de más de US$ 46 500 en Estados Unidos y durante su estreno en Singapur el 11 de marzo de 2012 logró 21 000 dólares. Sin embargo, esto fue atribuido a la mala promoción por parte de Lionsgate, ya que no tuvo premier el 4 de mayo de 2012, no existieron comerciales al aire en TV o radio y solo se estrenó en 105 salas de cine en Estados Unidos y en 7 salas de cine en Singapur el 11 de marzo de 2012. La compañía perdió un poco de interés en la película ya que tenía otros éxitos como The Avengers y Los Juegos del Hambre. La película tendrá un estreno normal en el resto del mundo.
Después del estreno de LOL en Alemania, se reportó una ganancia de 1 566 047 dólares. En Austria recaudó 234 375 dólares, en el Reino Unido, 456 026, en Islandia 4 611 y en Noruega 381 581 dólares. Las recaudaciones han subido mucho desde que se estrenó en varias partes del mundo[cita requerida]. El estreno de LOL en Europa fue un gran éxito. El 20 de agosto de 2012 llevaba $23,279,948 millones de dólares recaudados en todo el mundo.[cita requerida]

## DVD
El DVD de la película se estrenó el 31 de julio de 2011, siendo distribuido por Lionsgate y estando disponible en Blu-ray y DVD. Lionsgate informó que las ventas del DVD han sido favorables y que el dinero recaudado es más de 3 millones de dólares.

## Recaudaciones
| Recaudaciones (Fuente: Box Office Mojo)   |                            |            |                |                            |            |
| País                                      | Recaudación total (en USD) | Porcentaje | País           | Recaudación total (en USD) | Porcentaje |
| Austria                                   | $359,233                   | 26.2%      | Finlandia      | $212,575                   | 18.8%      |
| Países Bajos                              | $670,449                   | 25%        | Dinamarca      | $530,241                   | 18.9%      |
| Alemania                                  | $3,000,933                 | 25.2%      | Islandia       | $27,566                    | 16.7%      |
| Noruega                                   | $848,014                   | 20.7%      | Portugal       | $63,572                    | 32%        |
| Bandera de Serbia · Bandera de Montenegro | $10,114                    | 16.2%      | Singapur       | 21,693                     | 54.4%      |
| Sudáfrica                                 | $266,517                   | 24.6%      | Suecia         | $438,267                   | -          |
| Tailandia                                 | $21,152                    | 52.7%      | Ucrania        | $193,418                   | 35.4%      |
| Rusia                                     | $1,094,254                 | 42.1%      | Escandinavia   | $1,600,000                 | -          |
| Reino Unido                               | $456,026                   | 38.6%      | Estados Unidos | $51,000                    | -          |
| Líbano                                    | $$17,462                   | 100%       | Croacia        | $9,589                     | 2,11%      |
| España                                    | $63,461                    | 76,7%      |                |                            |            |
| Otros                                     | $8,387,813                 | 90%        | Ucrania        | $193,418                   | 70,2%      |
| TOTAL                                     | $18,279,948                | 99%        |                |                            |            |

## Premios y nominaciones
| Año  | Ceremonia de premiación | Trabajo de nominación | Premio                      | Resultado |
| ---- | ----------------------- | --------------------- | --------------------------- | --------- |
| 2012 | Teen Choice Awards      | Miley Cyrus           | Actriz de película: Romance | Nominada  |